# Авішай Коген
Авіша́й Ко́ген (івр. אבישי כהן, нар. 19 червня 1995, Єрусалим) — ізраїльський футболіст, нападник клубу «Маккабі» (Тель-Авів).
Виступав, зокрема, за клуби «Бейтар» (Єрусалим) та «Бней-Єгуда», а також юнацьку збірну Ізраїлю U-19.
Дворазовий володар Кубка Ізраїлю.

## Клубна кар'єра
Народився 19 червня 1995 року в місті Єрусалим. Вихованець футбольної школи клубу «Бейтар» (Єрусалим). Дорослу футбольну кар'єру розпочав 2014 року в основній команді того ж клубу, в якій провів три сезони, взявши участь у 25 матчах чемпіонату. 
Згодом з 2017 по 2018 рік грав у складі команд «Бейтар» (Тель-Авів Рамла) та «Хапоель Катамон».
Своєю грою за останню команду привернув увагу представників тренерського штабу клубу «Бней-Єгуда», до складу якого приєднався 2019 року. Відіграв за тель-авівську команду наступні три сезони своєї ігрової кар'єри. Більшість часу, проведеного у складі «Бней-Єгуди», був основним гравцем атакувальної ланки команди.
Протягом 2022—2023 років знову захищав кольори клубу «Бейтар» (Єрусалим).
До складу клубу «Маккабі» (Тель-Авів) приєднався 2023 року. 

## Виступи за збірну
У 2013 році дебютував у складі юнацької збірної Ізраїлю (U-19), загалом на юнацькому рівні взяв участь у 2 іграх, відзначившись 2 забитими голами.

## Титули і досягнення
- Володар Кубка Ізраїлю (2):

«Бней-Єгуда»: 2018-2019
«Бейтар» (Єрусалим): 2022-2023
- Чемпіон Ізраїлю (2):

«Маккабі» (Тель-Авів): 2023–24, 2024–25
- Володар Кубка Тото (2):

«Маккабі» (Тель-Авів): 2023–24, 2024–25
- Володар Суперкубка Ізраїлю (1):

«Маккабі» (Тель-Авів): 2024